# La lá
Giovanna Beatriz Andrea Núñez Trisollini, conocida artísticamente como La Lá (Lima, 15 de marzo de 1982), es una cantautora y compositora peruana. Su música fusiona elementos de jazz, bossa nova y música popular peruana.

## Infancia y juventud
Giovanna Núñez nació en el distrito de Barranco, Lima. Desde su infancia, mostró un gran interés por la música, influenciada por las emisiones de radio que escuchaba junto a su madre. Debido a limitaciones económicas, no pudo acceder a una formación musical temprana.
Estudió filosofía en la Universidad Antonio Ruiz de Montoya, donde comenzó a desarrollar sus habilidades como compositora. Sus primeras presentaciones musicales tuvieron lugar en eventos culturales de la universidad. Posteriormente, se unió a una orquesta de jazz estudiantil, donde demostró su talento vocal a pesar de no contar con formación musical formal.

## Trayectoria musical
La Lá ha desarrollado una carrera musical destacada, caracterizada por su estilo único y letras introspectivas. Ha lanzado varios álbumes, recibiendo reconocimiento tanto en Perú como a nivel internacional. Su música aborda temas sociales y personales, y se distingue por su originalidad y sensibilidad.

#### Estilo musical e influencias
El estilo musical de La Lá se caracteriza por la fusión de diversos géneros, incluyendo jazz, bossa nova, merengue, bachata,música criolla y otros ritmos latinoamericanos. Sus letras, a menudo poéticas, exploran temas como el amor, la identidad y la realidad social.
En noviembre de 2022, durante un concierto de Mon Laferte en Lima, La Lá se unió a ella en el escenario para interpretar juntas las canciones "Selva negra" y "Yo te quise". Mon Laferte destacó el talento de La Lá, calificándola como "un tesoro para el Perú".

#### Trayectoria Musical
La carrera musical de La Lá despegó en 2014 con el lanzamiento de su álbum debut, "Rosa". Este trabajo inicial estableció su sello distintivo: una fusión audaz de géneros que abarca desde el jazz y la bossa nova hasta el vals criollo. La cuidada producción del álbum fue ampliamente reconocida, consolidando a La Lá como una artista innovadora.
En 2017, presentó su segundo álbum, "Zamba", que la llevó a escenarios internacionales como el Festival Marvin en México y el Músicas del Mundo en Santiago de Chile. El sencillo "La Felicidad" y el álbum en su conjunto alcanzaron notable éxito en las listas peruanas, lo que le valió a La Lá el reconocimiento como uno de los 21 personajes destacados del año por el diario Perú 21.
En abril de 2018, La Lá incursionó en la literatura infantil con el libro ilustrado "¡Apagón!", que creó junto a su padre, el artista Alonso Núñez. La presentación del libro estuvo acompañada de una gala musical en la que ambos, padre e hija, compartieron su talento con el público.
Su tercer álbum, "Mito" (2021), recibió elogios tanto de la prensa nacional como internacional. En el último año, La Lá tuvo el honor de abrir un concierto para Mon Laferte, donde interpretaron juntas "Selva Negra", tema de su álbum debut. A lo largo de su carrera, ha colaborado con destacados artistas como Julieta Venegas y Gepe en presentaciones en vivo, y con Tessa Ía y Paz Court en grabaciones de estudio.
Su cuarto álbum, "Debut", explora temas de ingenuidad y redescubrimiento, capturando la sensación de enfrentar el mundo con una perspectiva renovada. Musicalmente, "Debut" presenta una ecléctica mezcla de estilos, desde baladas de nueva ola hasta merengue. 
| ÁLBUM                  | PRODUCTORA                                           | FECHA DE LANZAMIENTO    |
| ---------------------- | ---------------------------------------------------- | ----------------------- |
| Rosa                   | Giovanna Beatriz Andrea Nuñez Trisollini             | 21 de febrero de 2014   |
| Zamba puta             | Giovanna Beatriz Andrea Nuñez Trisollini             | 25 de marzo de 2017     |
| Mito                   | Giovanna Beatriz Andrea Nuñez Trisollini / Altafonte | 28 de mayo de 2021      |
| Debút                  | Giovanna Beatriz Andrea Nuñez Trisollini             | 22 de setiembre de 2023 |
| Concierto Rosa en vivo | Giovanna Beatriz Andrea Nuñez Trisollini             | 21 de febrero de 2024   |